# Saint-Martin-lès-Melle
Saint-Martin-lès-Melle korábbi község Franciaország Új-Aquitania régiójában, Deux-Sèvres megyében. 
Lakosainak száma 868 fő (2018. január 1.). Saint-Martin-lès-Melle Celles-sur-Belle, Mazières-sur-Béronne, Melle, Saint-Génard és Saint-Romans-lès-Melle községekkel határos.
2019. január 1-jén négy másik korábbi községgel egyesült és az így létrejött Melle új község része lett.

## Népesség
A település népessége az elmúlt években az alábbi módon változott:
| Lakosok száma | 877  | 876  | 889  | 871  | 868  |
|               | 2013 | 2015 | 2016 | 2017 | 2018 |